# ベルヴィル原子力発電所
ベルヴィル原子力発電所（ベルヴィルげんしりょくはつでんしょ、フランス語：centrale nucléaire de Belleville）は、フランス共和国シェール県ベルヴィル＝シュル＝ロワール（fr:Belleville-sur-Loire）の東に所在する原子力発電所。施設はロワール川の西岸にあり、ヌヴェールから下流75km、オルレアンから上流100kmに位置している。

## 概要
ベルヴィル原子力発電所には約650人の従業員が就業している。所内には2基の加圧水型原子炉があり、それぞれ1300万kWを発電している。原子炉プラントの供給元はアレヴァNP社とアルストム社。冷却水を確保するためロワール川沿いに建設されている。
2007年3月27日、欧州加圧水型炉（ERP）の建設に反対する環境保護団体グリーンピースの活動家12人は危険性を訴えるスローガン「EPR = DANGER」を開陳するため、敷地内に侵入し冷却塔の一つに登った。この抗議活動を主導した活動家は、執行猶予付き15日間の刑務所収監の有罪判決を、フランス電力に対して損害賠償金5万3,000ユーロが言い渡されている。

### 原子炉の特性
各原子炉の特性は以下のとおり。
| 原子炉名     | 格納容器形式 （原子炉形式） | 容量（MW）        | 容量（MW）      | 容量（MW）      | 運用者       | 建造者     | 建設開始  | 送電網接続運転開始 | 営業運転開始 | 原子炉の運転終了 |
| 原子炉名     | 格納容器形式 （原子炉形式） | 炉心熱出力（MWt） | 定格出力（MWe） | 平均出力（MWe） | 運用者       | 建造者     | 建設開始  | 送電網接続運転開始 | 営業運転開始 | 原子炉の運転終了 |
| ------------ | --------------------------- | ----------------- | --------------- | --------------- | ------------ | ---------- | --------- | ------------------ | ------------ | ---------------- |
| Belleville-1 | P'4 REP 1300 (PWR)          | 3817              | 1363            | 1310            | フランス電力 | フラマトム | 1980年5月 | 1987年10月         | 1988年6月    |                  |
| Belleville-2 | P'4 REP 1300 (PWR)          | 3817              | 1363            | 1310            | フランス電力 | フラマトム | 1980年5月 | 1988年7月          | 1989年1月    |                  |